# Véronique Kilumba Nkulu
 (mai 2021).
La mise en forme du texte ne suit pas les recommandations de Wikipédia : il faut le « wikifier ».
Les points d'amélioration suivants sont les cas les plus fréquents. Le détail des points à revoir est peut-être précisé sur la page de discussion.
- Les titres sont pré-formatés par le logiciel. Ils ne sont ni en capitales, ni en gras.
- Le texte ne doit pas être écrit en capitales (les noms de famille non plus), ni en gras, ni en italique, ni en « petit »…
- Le gras n'est utilisé que pour surligner le titre de l'article dans l'introduction, une seule fois.
- L'italique est rarement utilisé : mots en langue étrangère, titres d'œuvres, noms de bateaux, etc.
- Les citations ne sont pas en italique mais en corps de texte normal. Elles sont entourées par des guillemets français : « et ».
- Les listes à puces sont à éviter, des paragraphes rédigés étant largement préférés. Les tableaux sont à réserver à la présentation de données structurées (résultats, etc.).
- Les appels de note de bas de page (petits chiffres en exposant, introduits par l'outil «  Source ») sont à placer entre la fin de phrase et le point final[comme ça].
- Les liens internes (vers d'autres articles de Wikipédia) sont à choisir avec parcimonie. Créez des liens vers des articles approfondissant le sujet. Les termes génériques sans rapport avec le sujet sont à éviter, ainsi que les répétitions de liens vers un même terme.
- Les liens externes sont à placer uniquement dans une section « Liens externes », à la fin de l'article. Ces liens sont à choisir avec parcimonie suivant les règles définies. Si un lien sert de source à l'article, son insertion dans le texte est à faire par les notes de bas de page.
- La présentation des références doit suivre les conventions bibliographiques. Il est recommandé d'utiliser les modèles {{Ouvrage}}, {{Chapitre}}, {{Article}}, {{Lien web}} et/ou {{Bibliographie}}. Le mode d'édition visuel peut mettre en forme automatiquement les références.
- Insérer une infobox (cadre d'informations à droite) n'est pas obligatoire pour parachever la mise en page.

Pour une aide détaillée, merci de consulter Aide:Wikification.
Si vous pensez que ces points ont été résolus, vous pouvez retirer ce bandeau et améliorer la mise en forme d'un autre article.
 (mai 2021).
Si vous disposez d'ouvrages ou d'articles de référence ou si vous connaissez des sites web de qualité traitant du thème abordé ici, merci de compléter l'article en donnant les références utiles à sa vérifiabilité et en les liant à la section « Notes et références ».
 (mai 2021).
Véronique Kilumba Nkulu, née le 7 mars 1961 à Kamina, est une femme politique congolaise (RDC), membre du parti politique du Parti National pour la Démocratie et le Développement (PND en sigle) et membre du gouvernement Lukonde.

## Biographie
Née le 7 mars 1961 à Kamina dans la province du Haut-Lomami, Véronique Kilumba est détentrice d’un diplôme de graduat Infirmière A1 et d’un diplôme de licence en science criminologique, option analyse criminologique. 
Ancienne première vice coordonnatrice de la Société civile Cadre de concertation du Haut-Lomami ; Coordonnatrice de la Synergie des organisations, initiatives et associations féminines (SOIAF) ; Présidente de l’ONG AFEDEPE (Action des Femmes pour le Développement et la protection des Enfants) ; experte locale en gestion, prévention et résolution pacifique des conflits ; experte en leadership et dans le genre ; Présidente de la task force communication de la province du Haut-Lomami et Présidente du conseil provincial des ONG de la santé (CPOS). 
Elle a consacré sa vie à lutter pour de nombreuses causes telles que : les droits de la femme et de l’enfant, où elle a eu à construire une cellule carcérale femme à la prison de Kamina avec le financement de la MONUSCO et plaider pour la libération des enfants mineurs en conflit avec la loi; l’alphabétisation de petits groupes de mamans à Kamina et dans les villages périphériques ; sensibilisation de la population du Haut-Lomami sur le VIH/SIDA et les violences sexuelles et celles basées sur le genre ; dépistage et prise en charge psycho-sociale et sanitaire des personnes vivant avec VIH.
Depuis 2015, elle décide de faire la politique active où elle a évolué comme Fédérale provinciale[Quoi ?] du parti PND (Partie National pour la Démocratie et le Développement) en tant que femme battante pour la cause de la population dans la province du Haut-Lomami.
Le 12 avril 2021, elle est nommée vice-ministre de la Santé publique, de l'Hygiène et de la Prévention du gouvernement Lukonde sous la présidence de Félix Tshisekedi.
En décembre 2022, Moïse Katumbi annonce sa candidature à l'élection présidentielle prévue pour 2023. Katumbi annonce aussi le départ de son parti, Ensemble pour la République, de l'Union sacrée, la coalition gouvernementale qui soutient le président Tshisekedi. Proche de Katumbi et membre de la coalition de ce dernier, Kilumba Nkulu quitte le gouvernement.

## Vie privée
Véronique Kilumba Nkulu est veuve et mère de famille avec quatre enfants.